# Kallortstillägg
Kallortstillägg var en form av lönetillägg som utgick till tjänstemän inom offentlig sektor (försvaret, landstinget och   kyrkan) med arbetsort i kommuner i framförallt nordligaste Sverige. Tillägget betalades som ett tillägg till den ordinarie lönen och specificerades på löneutbetalningen. Cirka 1994 avskaffades systemet och kallortstillägget omvandlades istället till vanlig lön.